# Jamie Carragher
James Lee Duncan Carragher (nascut a Bootle, Merseyside, el 28 de gener del 1978), més conegut simplement com a Jamie Carragher, és un exfutbolista anglès que ha jugat durant tota la seva carrera professional, 17 anys, de defensa central al Liverpool FC de la Premier League anglesa. Carragher, també va jugar per la selecció d'Anglaterra entre l'any 1999 i el 2007, fent un retorn temporal per a jugar el Mundial 2010. Ha estat segon capità del Liverpool FC durant 10 anys. És el segon futbolista que ha jugat més partits en la història del club amb 737 aparicions i el que més n'ha jugat en competicions europees vestint la samarreta "Red", amb 150 participacions. Va jugar el seu últim partit com a professional el 19 de maig de 2013.

## Clubs
| Club         | País       | Any         |
| ------------ | ---------- | ----------- |
| Liverpool FC | Anglaterra | 1996 - 2013 |

## Internacional

### Participacions en Copes del Món i Eurocopes
| Torneig                        | Seu        | Resultat         |
| ------------------------------ | ---------- | ---------------- |
| Eurocopa 2004                  | Portugal   | Quarts de final  |
| Copa del Món de Futbol de 2006 | Alemanya   | Quarts de final  |
| Copa del Món de Futbol de 2010 | Sud-àfrica | Vuitens de final |

## Palmarès

### Trofeus nacionals
| Títol               | Club         | Pais       | Any  |
| ------------------- | ------------ | ---------- | ---- |
| Copa FA Juvenil     | Liverpool FC | Anglaterra | 1996 |
| Football League Cup | Liverpool FC | Anglaterra | 2001 |
| FA Cup              | Liverpool FC | Anglaterra | 2001 |
| Charity Shield      | Liverpool FC | Anglaterra | 2002 |
| Football League Cup | Liverpool FC | Anglaterra | 2003 |
| FA Cup              | Liverpool FC | Anglaterra | 2006 |
| Community Shield    | Liverpool FC | Anglaterra | 2007 |
| Carling Cup         | Liverpool FC | Anglaterra | 2012 |

### Trofeus internacionals
| Títol              | Club         | Pais       | Any  |
| ------------------ | ------------ | ---------- | ---- |
| Copa de la UEFA    | Liverpool FC | Anglaterra | 2001 |
| Supercopa d'Europa | Liverpool FC | Anglaterra | 2002 |
| Champions League   | Liverpool FC | Anglaterra | 2005 |
| Supercopa d'Europa | Liverpool FC | Anglaterra | 2005 |